# Ђанго (филм)
Ђанго (итал. Django) је италијански шпагети-вестерн из 1966. године, режисера и ко-сценаристе Серђа Корбучија, са Франком Нером у насловној улози, док су у осталим улогама Лоредана Нусћак, Хосе Бодало, Анхел Алварез и Едуардо Фахардо. Филм прати некадашњег војника Уније, а сада луталицу, Ђанга и његову сапутницу, проститутку мешовите расе, који су се умешали у горку, деструктивну свађу између банде Конфедеративних црвених кошуља и банде мексичких револуционара. Решен да искористи и парира успеху филма Серђа Леонеа За шаку долара, Корбучијев филм се, као и Леонеов, сматра лабавом, незваничном адаптацијом филма Телесна стража, Акире Куросаве.
Филм је у време изласка стекао репутацију једног од најнасилнијих филмова икада снимљених, а одбијено му је приказивање у Уједињеном Краљевству све до 1993. године, када су могли да га гледају само они старији од 18 година (2004. је ово смањено на 15 година). У време приказивања је остварио комерцијални успех, а изван Италије је стекао статус култног филма и нашироко се сматра једним од најбољих шпагети-вестерн филмова икада снимљених, док су у филму највише хваљени режија, Нерова глума и музика.
Иако је име Ђанго коришћено у преко 30 „наставака” од тренутка објављивања филма до раних 1970-их у покушају да се искористи успех оригинала, већина ових филмова били су незванични, а нису укључивали ни Корбучија ни Нера. Неро је репризирао своју улогу у филму Ђанго узвраћа ударац (1987), једином званичном наставку продуцираном уз учешће Корбучија. Неро се појавио у камео улози у филму Квентина Тарантина, Ђангова освета (2012), као омаж Корбучијевом оригиналу.

## Радња
Ђанго је мистериозни револвераш који са собом носи црни ковчег. Када покуша да спаси младу проститутку коју су напали бандити, налази се између две банде, мексичких бандита и јенки расиста. У свом ковчегу има митраљез. Следи један од највећих обрачуна у вестерн филмовима.

## Улоге
| Глумац          | Улога                 |
| --------------- | --------------------- |
| Франко Неро     | Ђанго                 |
| Лоредана Нусћак | Марија                |
| Хосе Бодало     | генерал Хуго Родригез |
| Анхел Алварез   | Натанијел             |
| Едуардо Фахардо | мајор Џексон          |